# ادموند آباکا
ادموند آباکا (انگلیسی: Edmund Abaka؛ زادهٔ) عکاس، دانشیار، ویراستار، و نویسنده است.
وی همچنین برندهٔ جوایزی همچون برنامه فولبرایت شده‌است.